# Korovaina, Nemîriv
Korovaina (în ucraineană Коровайна) este un sat în comuna Kirova din raionul Nemîriv, regiunea Vinnița, Ucraina.

## Demografie
Componența lingvistică a localității Korovaina
     Ucraineană (100%)
Conform recensământului din 2001, toată populația localității Korovaina era vorbitoare de ucraineană (100%).